# Ainan (Ehime)
Pour l’article homonyme, voir Ainan.
Ainan (愛南町, Ainan-chō) est un bourg du district de Minamiuwa, dans la préfecture d'Ehime au Japon. Sa création date de 2004 après la fusion des anciens bourgs de Jōhen, Mishō, Nishiumi, Uchiumi et Ipponmatsu.

## Géographie

### Démographie
Au 1er juillet 2014, la population s'élevait à 22 286 habitants répartis sur une superficie de 239,64 km2.

## Patrimoine culturel
Le Kanjizai-ji se trouve à Ainan.